# Ban Chao
(Il motto di Ban Chao.)
Ban Chao (班超T, Bān ChāoP; Xianyang, 32 – 102) è stato un generale cinese della dinastia Han.

## Biografia
Responsabile dell'amministrazione delle "Regioni occidentali" (Asia centrale) durante la dinastia Han orientale, respinse la popolazione nomade degli Xiongnu e assicurò il controllo della Cina alla regione del bacino del Tarim. Ha guidato spedizioni contro i Parti del mar Caspio.
Ban Chao è raffigurato nel Wu Shuang Pu di Jin Guliang (無雙譜, Tavola degli eroi incomparabili).